# Клопман, Эдвард фон
Эдвард фон Клопман (пол. Edward von Klopmann; 22 ноября 1801, Варшава — 6 сентября 1878, Цехоцинек, Провинция Позен) — польский хозяйственный деятель, барон Курляндии и Российской империи. Инженер-строитель и гидротехник.

## Биография

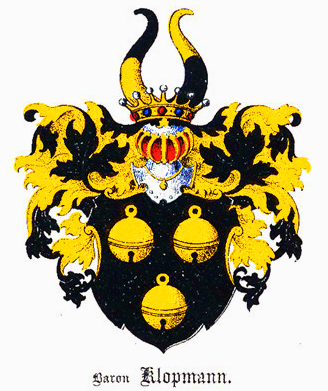
Родовой герб

Представитель баронского рода Клопман. После окончания Варшавского лицея в 1818 году, поступил в Школу гражданского строительства и через 4 года стал дипломированным инженером. Ему было поручено руководство работами по организации навигации левого притока Вислы реки Каменна в центральной части Польши. Затем построил бульвар на реке Висла в Варшаве, который сохранился до наших дней. В 1826 году продолжил изучение гидросооружений в Париже, затем в 1828—1830 годах осуществил поездку по Франции, Голландии и Англии, в ходе которой изучал гидросооружения и гидротехнику.
В 1830 году вернулся в Польшу и был назначен инженером столичного города Варшавы. В числе его работ проект строительства виадука, соединяющего Краковское предместье с мостом через Вислу, позже реализованный Феликсом Панцером. Был членом комитета по строительству железного Александровского моста через реку Висла, позже известного как Мост Кербедза. Благодаря ему было упорядочено и Повонзковское кладбище Варшавы.
В 1830 году принимал участие в Ноябрьском восстании в качестве капитана корпуса понтонеров.
В 1840 году был назначен главным инженером Варшавы, четыре года спустя вышел в отставку. В 1853 году Клопманам был подтверждён наследственный титул баронов Российской империи. В течение следующих 30 лет, работал в евангелическом приходе в Варшаве, занимал высокие должности в качестве куратора Евангелической больницы.

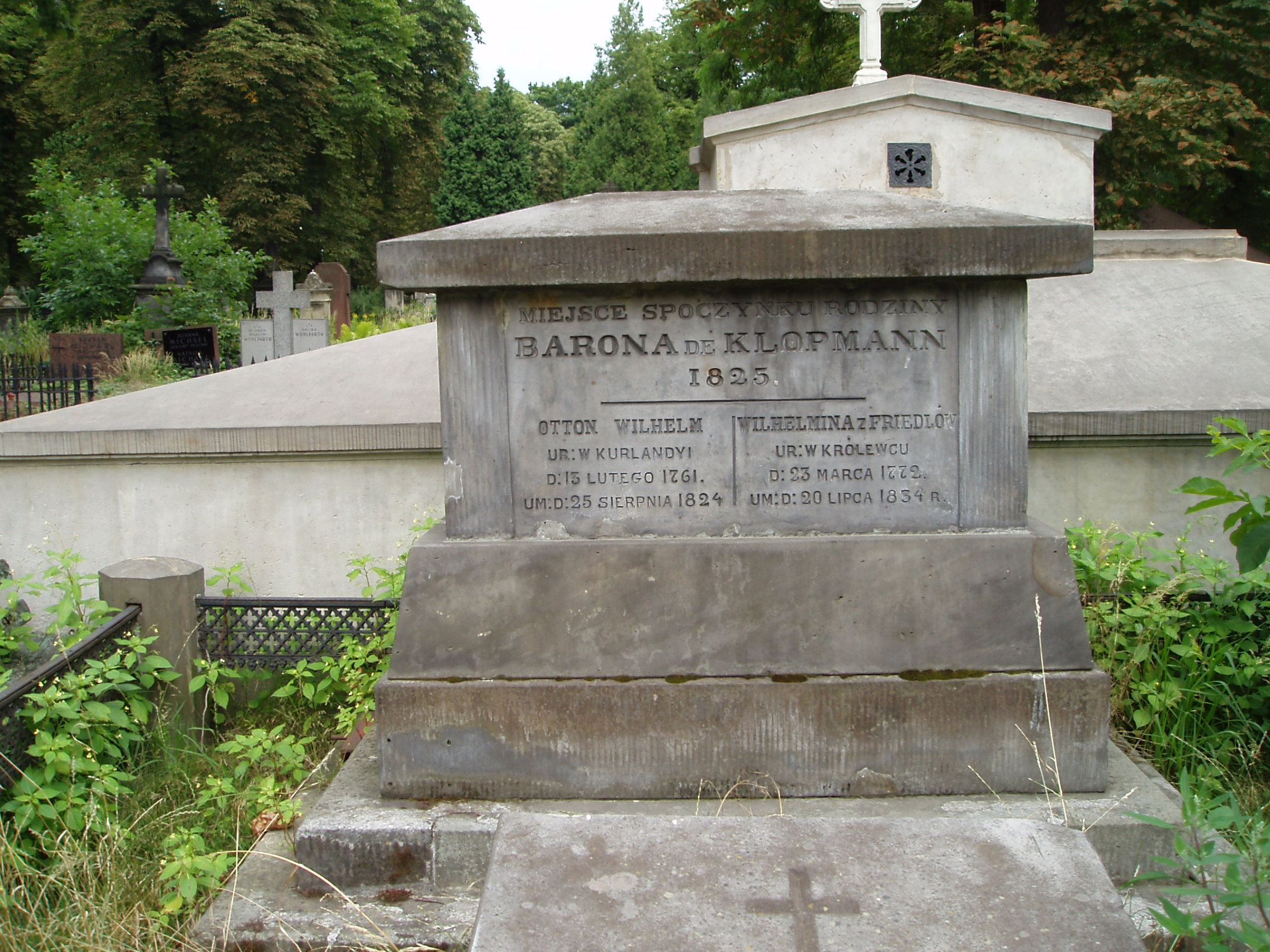
Могила Эдварда фон Клопмана на Лютеранском кладбище Варшавы

Похоронен на Лютеранском кладбище Варшавы.